# 柏克來種植園
柏克來種植園，是美國最早創立的大庄园之一，面积約100英畝，位於弗吉尼亚州的查尔斯城县，临近詹姆斯河和弗吉尼亚州5号州道。

## 与种植园有关的“第一次”
美國历史上許多的「第一次」是發生在柏克來種植園的：
- 第1次正式的感恩節庆祝活动——1619年12月4日

## 歷史
柏克來種植園曾是美国著名政治世家哈里森家族的家产。现存建筑由本杰明·哈里森四世（1693-1745）于1726年建造，是弗吉尼亚州现存历史最悠久的种植园建筑之一。家族内的两位名人，独立宣言簽名人、前弗吉尼亚州长本杰明·哈里森五世（1726-1791，本杰明·哈里森四世之子）和第9任美國總統威廉·亨利·哈里森（本杰明五世之子，本杰明四世之孙）都于此地出生。家族内的名人还包括第23任美国总统本杰明·哈里森。
美国内战时期，北方联军占领了种植园，哈里森家族自此失去种植园的拥有权。
1971年柏克来种植园被列为美国国家历史名胜。

## 開放時間
它的開放時間為每日上午8:00到下午5:00。

## 外部連結
- [ http://www.berkeleyplantation.com/ （页面存档备份，存于） 柏克來種植園官方網站]
- [ http://www.jamesriverplantations.org/Berkeley.html （页面存档备份，存于） 維吉尼亞的詹姆斯河種植園]